# Eleutherodactylus karlschmidti
Eleutherodactylus karlschmidti är en groddjursart som beskrevs av Grant 1931. Eleutherodactylus karlschmidti ingår i släktet Eleutherodactylus och familjen Eleutherodactylidae. IUCN kategoriserar arten globalt som akut hotad. Inga underarter finns listade i Catalogue of Life.